# Kategorie C
Kategorie C — немецкая панк-рок-группа, образованная в 1997 году, ориентирована на сцену футбольных хулиганов.

## Название коллектива
В соответствии с законодательством Германии, полиция подразделяет футбольных болельщиков на три категории: A — мирные болельщики, которые ходят на футбол ради просмотра игры; B — так называемые проблемные болельщики, которые идя на стадион не планируют агрессий, однако предрасположены к насильственным действиям; C — болельщики для которых футбол вторичен и является лишь фоном совершения хулиганских действий как в отношении других болельщиков так и в отношении полиции.

## История
Группа была основана в апреле 1997 года, как коллектив единомышленников собиравшихся записать шуточный альбом для футбольных хулиганов в преддверии Чемпионата мира по футболу 1998 года во Франции. У истоков создания коллектива стояли солист Ханнес Остердорф и барабанщик Лей являвшиеся футбольными хулиганами и состоявшие в старейшей хулиганской группировке Вердера Бремен — «Standarte Bremen». Благодаря ряду удачных песен из альбома «Fußballfest 98», группа обрела популярность, как на сцене футбольных хулиганов, так и среди обычных любителей футбола. До 2004 года группа выпустила 5 альбомов, в 2001 году сменив название коллектива на «Die Band» (банда). В 2004 году в результате творческого кризиса коллектив распался на несколько сольных проектов, однако в 2007 году вновь объединился под названием «Kategorie C — Hungrige Wölfe» (Голодные волки). Последний альбом группы «Deutsche Jungs» был выпущен в 2011 году.
Тексты группы посвящены: футболу, насилию, мужской дружбе.
Несмотря на то, что сами участники коллектива открыто, говорят об отсутствии политической составляющей в текстах группы, в частности Ханнес Остердорф заявляет «Футбол это футбол и политика это политика», однако по мнению ряда музыкальных критиков, группа косвенно пропагандирует неонацизм. Так влиятельный антифашистский сайт «Netz gegen Nazis» пишет «Несмотря на то что группа идентифицирует себя как поверхностный, неполитический коллектив играющий рок о футболе, она является рупором расистских мнений не испытывая при этом никакого страха». В 2019 году группа участвовала в музыкальном сборнике с открытыми неонацистскими коллективами (Die Lunikoff Verschwörung и Nahkampf).

## Дискография

### Kategorie C
- Fußballfest ’98 1998 (CD)
- Sport-Frei! 1999 (CD)

### KC — Die Band
- Hungrige Wölfe 2001 (CD/LP, 2001)
- Komme mit uns 2002 (CD, 2002)
- G-Sport 2002 (CD-EP, 2002)
- Der 6. Streich 2004 (CD, 2004)

### Kategorie C — Hungrige Wölfe
- Live in Deutschland 2006 (CD)
- Wir sind in Form 2006 (CD)
- Sport Frei 98 2007 (CD, Re-Release der CDs Fußballfest ’98 и Sport-Frei!)
- Für immer KC 2008 (CD)
- Der Berg ruft… 2008 (MCD)
- Live im Ruhrpott 2008 (DVD)
- Auf Wiedersehen 2009 (MCD)
- Hungrig Bissig Wild 2009 (CD)
- Alte Schule 2010 (CD)
- Vollkontakt 2010 (CD)
- Auf großer Fahrt 2014 (CD)